# Приват (футзальний клуб, Кривий Ріг)
Приват  — український футзальний клуб, який представляє місто Кривий Ріг в Екстра-лізі чемпіонату України з футзалу.

## Історія
Команда заснована в 2012 році. У 2013 році стає чемпіоном міста і Дніпропетровської області, а також перемагає у всеукраїнському фіналі «Бізнес-ліги» в Києві. У 2013 році «Приват» починає виступи в Першій лізі чемпіонату України, проте не потрапляє навіть до вісімки найкращих. Незважаючи на це, наступного сезону команда заявляється в Екстра-лігу.
Перший сезон в Екстра-лізі 2014/15 «Приват» розпочинає під керівництвом тренера Олександра Юзика. Команда була укомплектована виключно місцевими футболістами, що призводить до невдалого першого кола й відставки головного тренера в січня 2015 року. 4 лютого 2015 року оголошено про призначення нового головного тренера — відомого українського футзаліста Раміса Мансурова. Проте, команда завершує сезон на останньому місці. Єдиним досягненням «Привату» стає перемога e втішного турнірі АФУ для команд, zrs не потрапили в плей-оф Екстра-ліги — в Кубку АФУ, який пройшов у Кривому Розі.
Сезон 2015/16 Екстра-ліги «Приват» розпочав з перемоги над «Кардиналом-Рівне».